# Potez XII
Dimensions
Le Potez XII est un biplan monomoteur expérimental français conçu en 1920.

## Historique
Le Potez XII  est construit par la société des Aéroplanes Henry Potez. 
Cet avion est un monomoteur sesquiplan biplace. La structure du fuselage est inspirée du SEA IV C2 et la mature de la voilure est simplifiée. Son rôle n'est pas défini : avion de course, postal ou prototype militaire ?

## Utilisateurs

### France
- Utilisateur : Potez, prototype.